# Fellow (académico)
En países de habla inglesa, un fellow es un miembro de una corporación académica, típicamente una sociedad científica, cultural o educativa. Es el equivalente en el mundo de habla española del término «académico», en su sentido de «Individuo perteneciente a una corporación académica». Existen, además, distintos tipos de fellow, incluyendo a los profesores universitarios de larga trayectoria, a los miembros de los consejos de algunas universidades o a los research fellows, normalmente licenciados universitarios que reciben una beca de investigación.

## Algunas corporaciones formadas porfellows

### Royal Society of Arts
La Royal Society of Arts (RSA), fundada en 1754, ha tenido como fellows a destacados personajes históricos como Marie Curie, Charles Dickens, Benjamin Franklin, Adam Smith y Karl Marx han sido fellows de la RSA. Fellows destacadas del siglo XX y XXI incluyen a Tim Berners-Lee y Stephen Hawking.

### American Academy of Arts & Sciences
Fundada en 1780, la American Academy ha tenido como fellows a George Washington, Benjamin Franklin, Thomas Jefferson, Daniel Webster, Henry Wadsworth Longfellow, Ralph Waldo Emerson, Alexander Graham Bell, Albert Einstein, Woodrow Wilson, William Howard Taft y, entre ellos, ha habido, a fecha de 2017, 250 personas galardonadas con el Premio Nobel y 60 galardonados con el Premio Pulitzer. También ha tenido o tiene como foreign honorary members, aunque no fellows, a numerosos personajes destacados de fuera de los Estados Unidos, como John Stuart Mill, William Gladstone, Alfred Lord Tennyson, Niels Bohr, Winston Churchill, Jawaharlal Nehru, Albert Schweitzer, Claude Levi-Strauss, Stephen Hawking y Abba Eban.

### Royal Geographical Society
La Royal Geographical Society, fundada en 1830, ha tenido como fellows (FRGS) a destacadas figuras históricas como David Livingstone, Henry Morton Stanley, Robert Falcon Scott, Ernest Shackleton y Edmund Hillary.

### British Academy
La British Academy, desde su fundación en 1902, elige hasta 52 nuevos fellows al año de entre los más destacados nombres en las humanidades y ciencias sociales que desarrollan la mayor parte de su trabajo en el Reino Unido. Así fellows de la Academy han incluido a economistas como John Maynard Keynes, y Friedrich Hayek, filósofos como Karl Popper y Isaiah Berlin o destacadas personas de los mundos literarios o artísticos, como C. S. Lewis o Henry Moore. Elige, además a corresponding fellows de entre los más destacados académicos que trabajan fuera del Reino Unido y a un número menor de honorary fellows, que destacan en otras esferas de la sociedad, como, por ejemplo, en 2017, a Tom Stoppard y a George Soros.